# Российская оккупация Запорожской области
Российская оккупация Запорожской области в ходе российско-украинской войны началась 24 февраля 2022 года после вторжения России на Украину. Россия контролирует бо́льшую часть региона, но не контролирует региональный центр — Запорожье и прилегающие к нему районы. 12 марта 2022 года на оккупированных территориях Запорожской области была создана военно-гражданская администрация (ВГА). «Столицей» области объявлен Мелитополь. 30 сентября 2022 года после фиктивного референдума глава ВГА подписал договор о «вхождении в состав России», и Россия формально аннексировала Запорожскую область.
По свидетельствам, собранным международными правозащитниками в 2022—2023 годах, на оккупированных территориях Запорожской и Херсонской областях россияне пытают и убивают местных жителей. Многих людей «задерживают», после чего они пропадают.
Россия проводит политику насильственной русификации на оккупированных ею территориях области — в школах преподают только на русском языке даже в полностью украиноязычных населённых пунктах, желающие учиться на украинском вынуждены делать это втайне от оккупационных властей.

## Боевые действия
25 февраля 2022 года российские войска зашли в город Мелитополь, из которого украинские войска отступили днём ранее.
Спустя два дня с начала вторжения России на Украину войска РФ захватили бердянский порт, а на следующий день — оккупировали город Бердянск.
1 марта жители Мелитополя провели уличную акцию протеста против оккупации города. Протестующие прошли маршем и своими телами заблокировали колонну российской военной техники.
Начиная с 14 марта порт Бердянска использовался как крупный логистический узел для поддержания наступления войск РФ и, в том числе, блокирования Мариуполя.

## Период оккупации
Комиссия ООН осенью 2023 года в своем расследовании указала на «широкое и систематическое применение пыток российскими вооруженными силами» в оккупированных РФ частях Запорожской и соседней Херсонской областей. «В некоторых случаях пытки применялись с такой жестокостью, что приводили к смерти жертвы.» В сентябре СБУ сообщила о подозрении командира 3-й роты полка полиции федерального управления вневедомственной охраны войск Росгвардии по Чеченской республике полковника Зелимхана Агмерзоева в причастности к массовым пыткам украинских гражданских и военнопленных. По заявлению СБУ, Агмерзоев «лично звонил по телефону близким родственникам потерпевших и требовал от них деньги за прекращение физических издевательств над их похищенными родными.»
25 февраля 2022 года российские военные, заняв в Мелитополе здания областной администрации и управления Службы безопасности Украины, начали распространять по городу листовки с обращением президента России Владимира Путина к украинцам по поводу вторжения. Также распространялись листовки с инструкциями о поведении в условиях оккупации: от украинцев требовалось не приближаться к российским военным и их бронетехнике, пропускать их на дорогах и не носить оружие; чтобы избежать «пропаганды и дезинформации из Киева», жителям предлагалось настроить у себя российское государственное телевидение и подписаться на телеграм-канал российского пропагандиста Владимира Соловьева. Местные радиочастоты стали использоваться для трансляции повтора обращения Владимира Путина о начале вторжения и российских передач.
5 марта в Энергодаре был сформирован «общественный совет самоорганизации города», который возглавил депутат горсовета, представитель партии «Оппозиционная платформа — За жизнь» Андрей Шевчик. Мэр Энергодара Дмитрий Орлов заявил, что «совет самоорганизации города является нелегитимным и не имеет никакого отношения к юрисдикции Украины».
11 марта городской голова Мелитополя Иван Фёдоров был похищен российскими военными. 12 марта Галина Данильченко была провозглашена россиянами «исполняющим обязанности мэра города». 13 марта она заявила о начале вещания российских телеканалов. Поскольку Украина сохраняет контроль над Запорожьем, то административным центром («временной столицей») оккупированной территории и местом расположения оккупационной администрации стал Мелитополь.
15 марта в Бердянск прибыли 160 частных автомобилей беженцев из Мариуполя.
23 марта городской голова Мелитополя Иван Фёдоров сообщил, что в городе наблюдаются проблемы с продовольствием, лекарствами и топливом, а российские военные захватывают предприятия, запугивают местное население и держат под стражей нескольких журналистов.
31 марта вице-премьер Украины Ирина Верещук заявила о том, что российские военные «забрали 14 тонн гуманитарной помощи, предназначенной для Мелитополя и задержали двенадцать автобусов, предназначенных для эвакуации жителей».
28 апреля Генеральный штаб Вооружённых сил Украины сообщил об использовании россиянами аэродрома в Мелитополе для базирования и полётов самолётов Су-25, вертолётов Ка-52 и Ми-8.

### Запорожская АЭС
С середины июля расположенная в Энергодаре российская артиллерия начала обстрелы прилегающих территорий, используя АЭС для прикрытия.
В августе более 40 государств призвали Россию вывести войска с Запорожской АЭС.

## Сопротивление оккупации
В течение марта и в начале апреля 2022 года акции протеста против российской оккупации проходили в Бердянске, Энергодаре и Мелитополе. В ходе некоторых митингов российские войска применяли против местных жителей силу, в том числе использовали огнестрельное оружие и светошумовые гранаты.
12 марта жители Мелитополя вышли на митинг с требованием освободить похищенного российскими войсками городского голову Ивана Фёдорова.
20 мая в Энергодаре сотрудники пожарных служб вышли на протест против похищения начальника пожарно-спасательного отряда Виталия Трояна.
С середины мая в Мелитополе и его окрестностях активизировалось украинское партизанское движение.
6 сентября была подорвана машина коменданта Бердянска Артёма Бардина, в результате чего тот лишился ног, был госпитализирован и позже скончался.
16 сентября заместитель мэра Бердянска Олег Бойко был взорван в своём кабинете вместе со своей женой, в результате чего оба супруга погибли.
В конце июня 2023 года войска РФ застрелили в Бердянске двоих подростков — Тиграна Оганнисяна и Никиту Ханганова. Перед этим, в мае, по сообщениям украинской правозащитной организации, подростков пытали российские силовики, которые заставили подростков признаться в планировании саботажа на железной дороге.

## Оккупационная администрация

### История
4 марта бывший лидер Антимайдана Запорожья Владимир Рогов, называющий себя «членом главного совета военно-гражданской администрации Запорожской области», опубликовал в своём телеграм-канале часть положений программы «комплексных финансово-экономических мер экономического развития регионов Украины, контролируемых Российской Федерацией». Целиком эта программа была написана в газетах, которые публиковали оккупационные органы власти, а также 9 марта в паблике «Военно-гражданская администрация Мелитополя». По оценке BBC, программа была написана сложным бюрократическим стилем и была схожа с другими аналогичными документами российских властей.
12 марта Галина Данильченко была провозглашена россиянами «исполняющим обязанности мэра города» Мелитополь, но украинские источники заявляли, что неформальным главой города стал Евгений Балицкий.
25 мая Владимир Рогов заявил, что после полного захвата область будет аннексирована Россией. Он также сообщил, что на оккупированной территории введена бивалютная зона и установлен герб Александровска времён Российской империи, с которым стали выдавать новые автомобильные номера с подписью «TVR» (отсылка к Таврической губернии; используются старые номера, однако с наклейкой «TVR» поверх украинского флага). В тот же день президент РФ Владимир Путин издал указ об упрощённом предоставлении российских паспортов жителям Запорожской области. Они смогут получить паспорта РФ по той же процедуре, что и население Донецкой и Луганской областей.
28 июля Meduza сообщила, что на территории Херсонской и Запорожской областей Украины созданы временные управления Министерства внутренних дел РФ.
20 сентября 2022 года состоялся организованный оккупационной администрацией «Общенародный съезд граждан Запорожской области», на котором представители «Мы вместе с Россией» обратились к Балицкому с просьбой провести «референдум» о вхождении в состав РФ. Резолюцию о его проведении единогласно приняли.

#### Аннексия
8 августа Балицкий объявил на форуме, что в регионе проведут «референдум о воссоединении с Россией», и подписал соответствующее распоряжение ЦИК. Избирательную комиссию, согласно заявлению, начали формировать ещё 23 июля.
С 23 по 27 сентября на всех оккупированных территориях Украины были проведены фиктивные референдумы. 30 сентября Россия формально аннексировала территории, подписав договор.

### Состав оккупационной администрации
- Глава военно-гражданской администрации Запорожской области — Балицкий Евгений Витальевич[62][63][64]
- Глава правительства — Кольцов Антон Викторович[65]

### Административно-территориальное деление
Согласно указу Евгения Балицкого от 3 марта 2023 года № 21-у границы административно-территориальных единиц были установлены согласно административному делению Запорожской области времён УССР — районы и города областного значения. Границы районов установлены аналогично состоянию на 16 сентября 1991 года, кроме городов областного значения.
Согласно указу от 3 марта 2023 года № 21-у выделены 16 административно-территориальных единиц Запорожской области, в том числе:
- 3 города областного значения;
- 13 районов.

Согласно указу Евгения Балицкого от 3 марта 2023 года № 20-у были созданы 16 муниципальных образований: 3 городских и 13 муниципальных округов в границах соответственно городов областного значения и районов. Согласно Федеральному конституционному закону № 7-ФКЗ «О принятии в Российскую Федерацию Запорожской области и образовании в составе Российской Федерации нового субъекта — Запорожской области» от 4 октября 2022 года для организации местного самоуправления муниципальные и городские округа начали формироваться ещё тогда.
Административный центр — город Мелитополь.

#### Районы и города областного значения
| №         | Административно- территориальная единица | Площадь (км²) | Административный центр    |
| --------- | ---------------------------------------- | ------------- | ------------------------- |
| 1e-06     | Районы                                   |               |                           |
| 1         | Акимовский                               | 1850          | пгт Акимовка              |
| 2         | Бердянский                               | 1800          | город Бердянск            |
| 3         | Васильевский                             | 1621          | город Васильевка          |
| 4         | Весёловский                              | 1130          | пгт Весёлое               |
| 5         | Каменско-Днепровский                     | 1700          | город Каменка-Днепровская |
| 6         | Куйбышевский                             | 1950          | пгт Куйбышево             |
| 7         | Мелитопольский                           | 1800          | город Мелитополь          |
| 8         | Михайловский                             | 1070          | пгт Михайловка            |
| 9         | Пологовский                              | 1340          | город Пологи              |
| 10        | Приазовский                              | 1950          | пгт Приазовское           |
| 11        | Приморский                               | 1400          | город Приморск            |
| 12        | Токмакский                               | 1472          | город Токмак              |
| 13        | Черниговский                             | 1200          | пгт Черниговка            |
| 13.000002 | Города областного значения               |               |                           |
| 14        | Бердянск                                 |               |                           |
| 15        | Мелитополь                               |               | город Мелитополь          |
| 16        | Энергодар                                |               |                           |

#### Муниципальные и городские округа
| №         | Муниципальное образование | Административный центр    |
| --------- | ------------------------- | ------------------------- |
| 1e-06     | Муниципальные округа      |                           |
| 1         | Акимовский                | пгт Акимовка              |
| 2         | Бердянский                | город Бердянск            |
| 3         | Васильевский              | город Васильевка          |
| 4         | Весёловский               | пгт Весёлое               |
| 5         | Каменско-Днепровский      | город Каменка-Днепровская |
| 6         | Куйбышевский              | пгт Куйбышево             |
| 7         | Мелитопольский            | город Мелитополь          |
| 8         | Михайловский              | пгт Михайловка            |
| 9         | Пологовский               | город Пологи              |
| 10        | Приазовский               | пгт Приазовское           |
| 11        | Приморский                | город Приморск            |
| 12        | Токмакский                | город Токмак              |
| 13        | Черниговский              | пгт Черниговка            |
| 13.000002 | Городские округа          |                           |
| 14        | Бердянск                  | город Бердянск            |
| 15        | Мелитополь                | город Мелитополь          |
| 16        | Энергодар                 | город Энергодар           |

## В культуре
- В России выпущена марка в честь Запорожской области.